# Mathieu-Jacques de Vermond
Mathieu-Jacques de Vermond dit l’abbé de Vermond (1735-1806), est le précepteur à Vienne (Autriche) puis le lecteur de la reine Marie-Antoinette au château de Versailles de 1770 à 1789, ainsi que son secrétaire du cabinet.

## Biographie
Docteur en Sorbonne et bibliothécaire de la bibliothèque Mazarine, il est, par la protection de Loménie de Brienne, envoyé à Vienne auprès de l'archiduchesse Marie-Antoinette d'Autriche, fiancée à Louis XVI, pour la perfectionner dans la langue française. Il y gagne la confiance de son élève et reste auprès d'elle après son arrivée en France. Il est son confident intime, fait porter son protecteur Loménie à la présidence du conseil et joue un grand rôle dans l'affaire du collier de la reine.
Pourvu de bénéfices, il est abbé commendataire de la Sainte-trinité de Tiron (1771-1782) et le dernier abbé de l'abbaye de Cherlieu (1780-1790).
En 1789, il s'enfuit à Valenciennes, puis à Coblence et à Vienne, où il mourut. Les mémoires du temps le peignent comme un intrigant.
Son frère, Charles-Toussaint de Vermond, conseiller d'État, membre de l'Académie royale de chirurgie, fut l'accoucheur de Marie-Antoinette.

## Source
Marie-Nicolas Bouillet  et Alexis Chassang (dir.), « L'abbé de Vermond » dans Dictionnaire universel d’histoire et de géographie, 1878 (lire sur Wikisource)